# 北三条駅

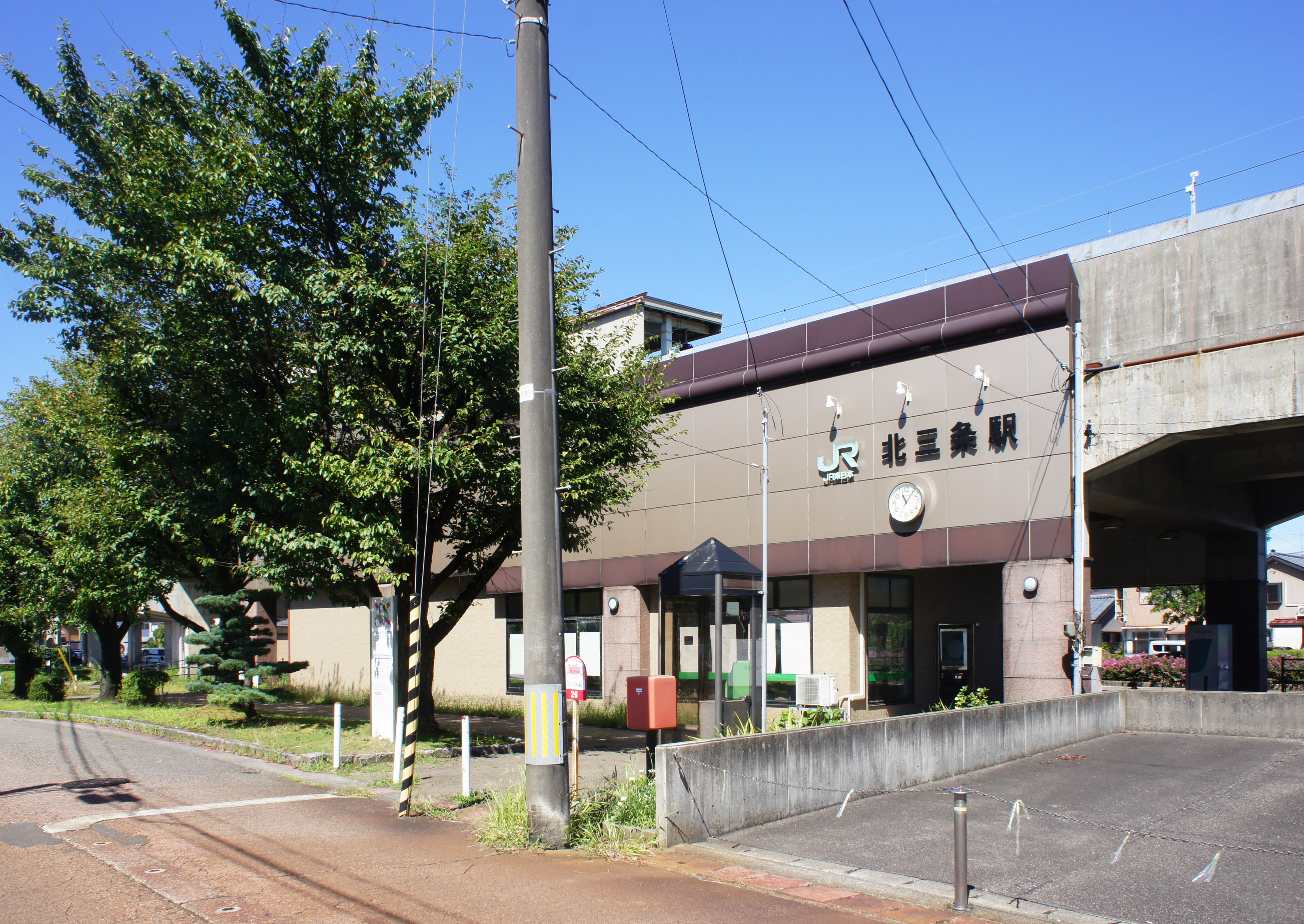
南口（2021年9月）

北三条駅（きたさんじょうえき）は、新潟県三条市元町にある、東日本旅客鉄道（JR東日本）弥彦線の駅である。

## 歴史
- 1925年（大正14年）4月10日：越後鉄道・燕 - 一ノ木戸区間の新設に伴い開業[1]。
- 1927年（昭和2年）10月1日：越後鉄道が国有化され、国鉄弥彦線に移管[2]。
- 1962年（昭和37年）：駅舎を改築（2代目）。[要出典]
- 1969年（昭和44年）3月27日：貨物の扱いを廃止[3]。
- 1978年（昭和53年）6月：国鉄新潟鉄道管理局直営の飲食店「ミディショップ」が開店[4]。
- 1984年（昭和59年）4月8日：電化開業し[1]、同時に交換設備を廃止[1]。
- 1985年（昭和60年）3月14日：荷物の扱いを廃止[3]。
- 1987年（昭和62年）4月1日：国鉄分割民営化に伴い、JR東日本の駅となる[3]。
- 1997年（平成9年）
  - 9月15日：弥彦線・燕三条 - 東三条間の高架化に伴い、3代目の駅舎に建て替え[1][5]。
  - 9月16日：高架開通式を挙行[6]。
- 2008年（平成20年）3月15日：ICカード「Suica」の利用が可能となる[7]。

## 駅構造
単式ホーム1面1線を有する高架駅である。線路南側にホームがある。電化開業まで単式・島式混合の2面3線で構成されていた。また、高架化工事前は緩やかな三角屋根が印象的な駅舎だった。
燕三条駅が管理する無人駅である。駅舎1階には、自動券売機、簡易Suica改札機、待合室、自動販売機、トイレなどがある。また、交通バリアフリーの観点から、高架駅の完成時より改札内コンコースとホームの間を連絡するエレベーターが設置されている。

### のりば
| 番線 | 路線    | 方向 | 行先       |
| ---- | ------- | ---- | ---------- |
| 1    | ■弥彦線 | 上り | 弥彦方面   |
| 1    | ■弥彦線 | 下り | 東三条方面 |

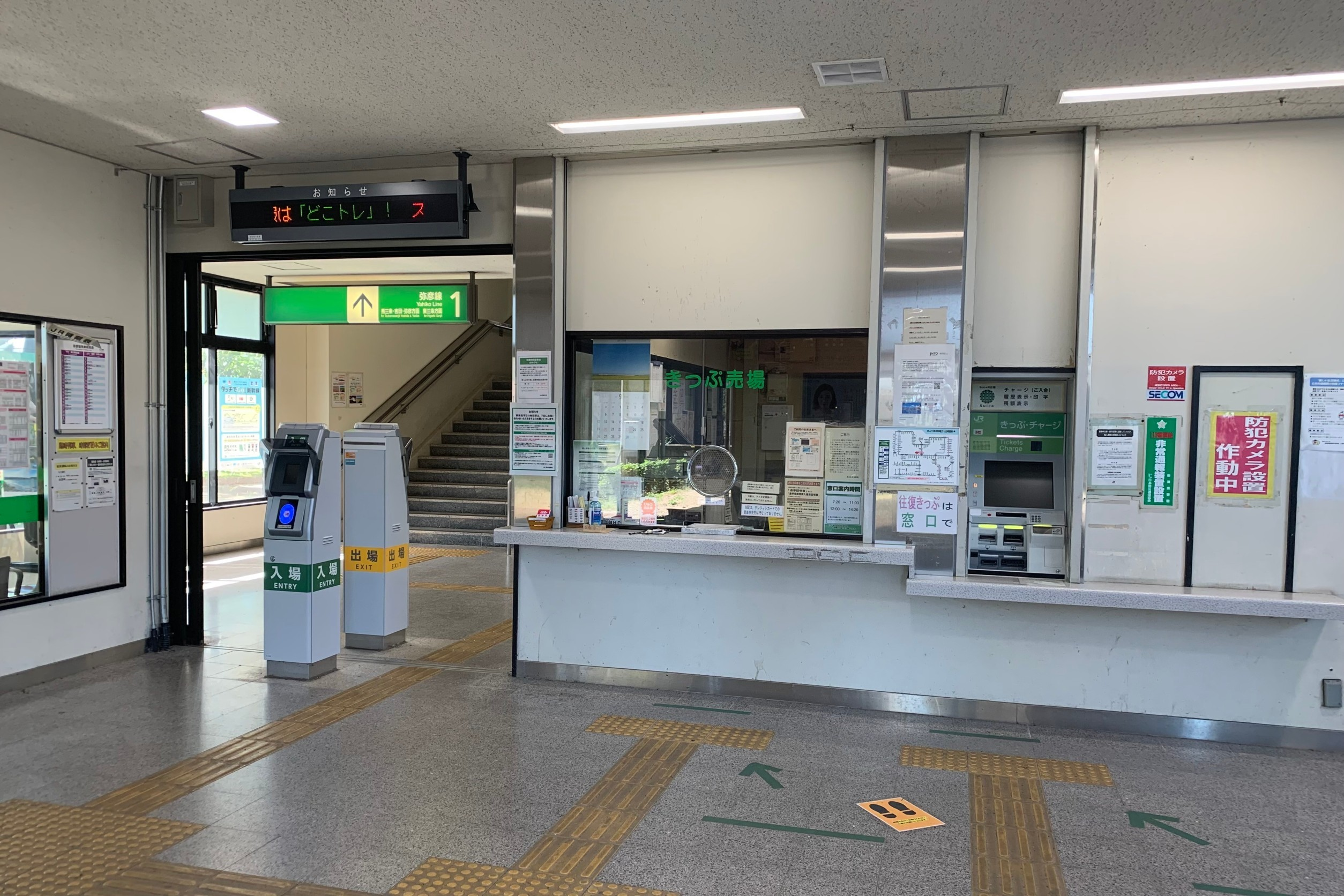
改札口（2021年9月）
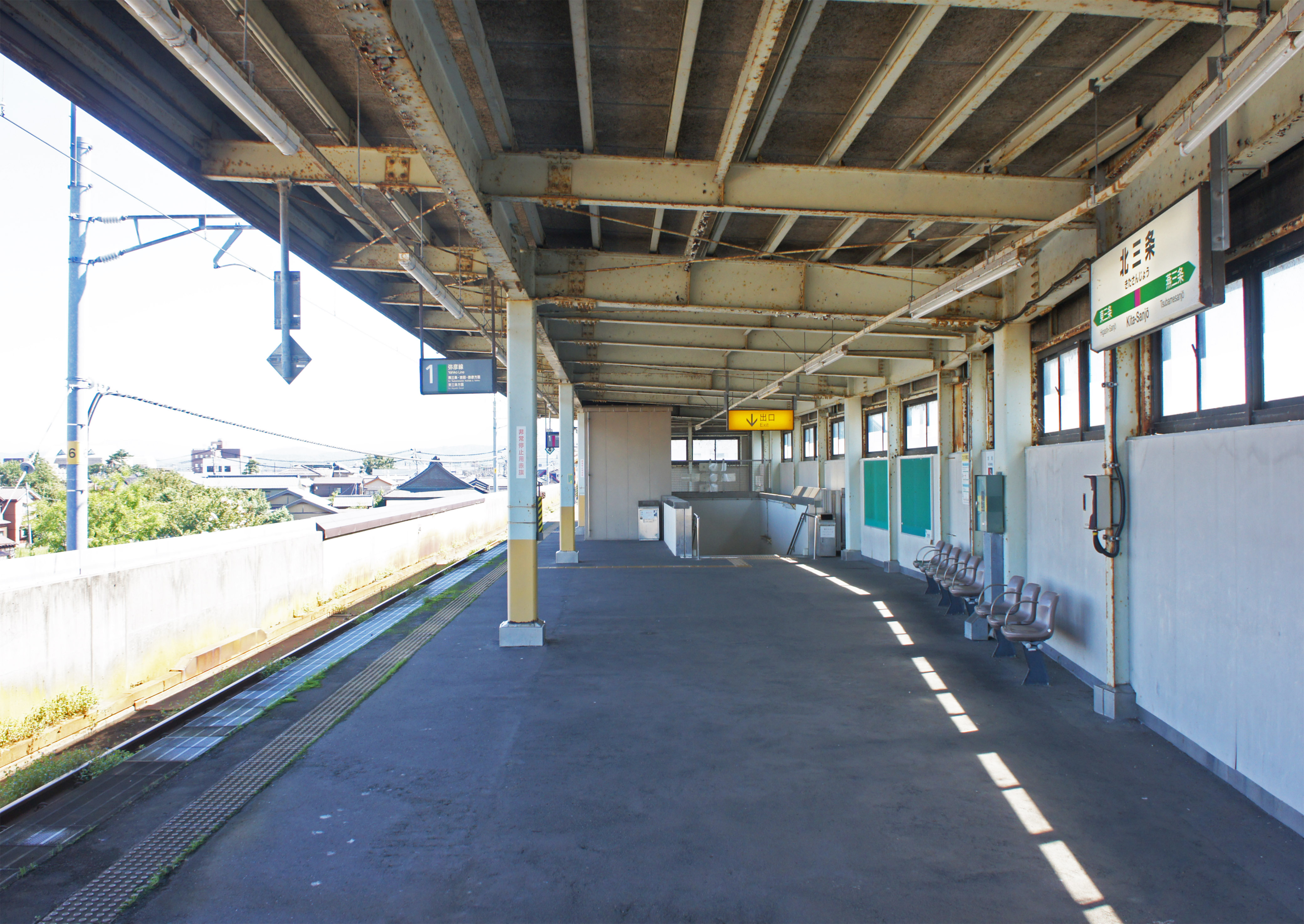
ホーム（2021年9月）

## 利用状況
JR東日本によると、2023年度（令和5年度）の1日平均乗車人員は345人である。
2000年度（平成12年度）以降の推移は以下のとおりである。
| 1日平均乗車人員推移 | 1日平均乗車人員推移 | 1日平均乗車人員推移 | 1日平均乗車人員推移 | 1日平均乗車人員推移 |
| 年度                | 定期外              | 定期                | 合計                | 出典                |
| ------------------- | ------------------- | ------------------- | ------------------- | ------------------- |
| 2000年（平成12年）  |                     |                     | 654                 | [ 利用客数 2 ]      |
| 2001年（平成13年）  |                     |                     | 636                 | [ 利用客数 3 ]      |
| 2002年（平成14年）  |                     |                     | 605                 | [ 利用客数 4 ]      |
| 2003年（平成15年）  |                     |                     | 555                 | [ 利用客数 5 ]      |
| 2004年（平成16年）  |                     |                     | 550                 | [ 利用客数 6 ]      |
| 2005年（平成17年）  |                     |                     | 465                 | [ 利用客数 7 ]      |
| 2006年（平成18年）  |                     |                     | 444                 | [ 利用客数 8 ]      |
| 2007年（平成19年）  |                     |                     | 409                 | [ 利用客数 9 ]      |
| 2008年（平成20年）  |                     |                     | 424                 | [ 利用客数 10 ]     |
| 2009年（平成21年）  |                     |                     | 418                 | [ 利用客数 11 ]     |
| 2010年（平成22年）  |                     |                     | 398                 | [ 利用客数 12 ]     |
| 2011年（平成23年）  |                     |                     | 413                 | [ 利用客数 13 ]     |
| 2012年（平成24年）  | 105                 | 311                 | 417                 | [ 利用客数 14 ]     |
| 2013年（平成25年）  | 102                 | 330                 | 432                 | [ 利用客数 15 ]     |
| 2014年（平成26年）  | 98                  | 295                 | 393                 | [ 利用客数 16 ]     |
| 2015年（平成27年）  | 97                  | 306                 | 403                 | [ 利用客数 17 ]     |
| 2016年（平成28年）  | 101                 | 287                 | 389                 | [ 利用客数 18 ]     |
| 2017年（平成29年）  | 98                  | 294                 | 393                 | [ 利用客数 19 ]     |
| 2018年（平成30年）  | 97                  | 268                 | 366                 | [ 利用客数 20 ]     |
| 2019年（令和元年）  | 95                  | 265                 | 360                 | [ 利用客数 21 ]     |
| 2020年（令和02年）  | 61                  | 235                 | 296                 | [ 利用客数 22 ]     |
| 2021年（令和03年）  | 63                  | 229                 | 293                 | [ 利用客数 23 ]     |
| 2022年（令和04年）  | 83                  | 228                 | 312                 | [ 利用客数 24 ]     |
| 2023年（令和05年）  | 93                  | 251                 | 345                 | [ 利用客数 1 ]      |

## 駅周辺

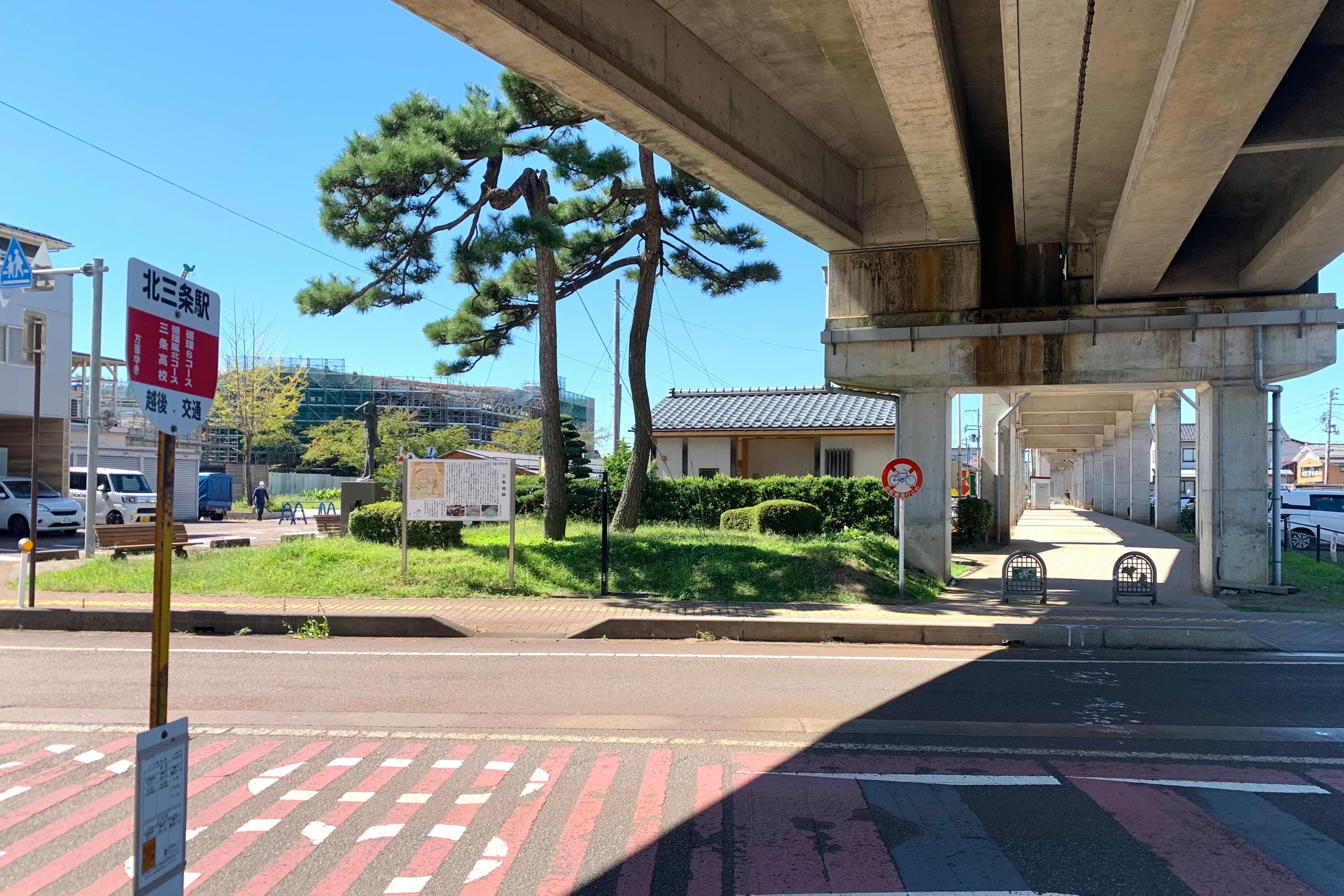
三条城跡と高架下に整備された歩道（2021年9月）

駅前は三条城跡となっており、現地には案内板が建つ。南西側は中央市場（二・七の市）の会場となっているほか、ステージえんがわや2022年（令和4年）7月に供用開始した図書館等複合施設「まちやま」を核とした施設など、市の都市機能の集積が進んでいる。駅から東西に続く高架の下部には歩道が整備されている。
駅南側に300メートルほど離れた地域は三条市の古くからの中心市街地となっている。当駅周辺には三条八幡宮や真宗大谷派三条別院など神社・仏閣が多い。三条別院の門前は本寺小路と呼ばれ、歓楽街の要素がある。

### 南側
- 三条市立図書館
- 三条市歴史民俗産業資料館[1]
- ステージえんがわ
- 三条鍛冶道場

### 北側
- 三条市役所
- 三条郵便局
- 三条市体育文化会館
- イオン三条店

## バス路線
高架下の「北三条駅」停留所からは市内循環バス「ぐるっとさん」が、駅南側の「北三条駅」停留所からはデマンド交通「ひめさゆり」が発着する。
また、中心市街地の本町からは越後交通および新潟交通観光バスが運行する数多くの路線バスが発着するほか、新潟方面の高速バスも発着する。

## 隣の駅
東日本旅客鉄道（JR東日本）
■弥彦線
燕三条駅 - 北三条駅 - 東三条駅

### 記事本文
1. 1 2 3 4 5 6 7 8 9 10 11 12 13  『週刊 JR全駅・全車両基地』 21号 新潟駅・弥彦駅・津南駅ほか、朝日新聞出版〈週刊朝日百科〉、2012年12月30日、24頁。
2. ↑  曽根悟（監修）（著）、朝日新聞出版分冊百科編集部（編集）（編）「大糸線・飯山線・篠ノ井線・越後線・弥彦線」『週刊 歴史でめぐる鉄道全路線 国鉄・JR』第9号、朝日新聞出版、2009年9月6日、27頁。
3. 1 2 3  石野哲（編）『停車場変遷大事典 国鉄・JR編 Ⅱ』JTB、1998年、602頁。ISBN 978-4-533-02980-6。
4. ↑  『鶴岡駅前にミディショップ開業　新鉄・来月から』昭和54年10月28日交通新聞3面
5. ↑  「JR弥彦線北三条駅付近 高架線の使用開始」『交通新聞』交通新聞社、1997年9月24日、1面。
6. ↑  『弥彦線高架開通祝う 喜びの一方続く乗客減 投資成果は不透明 三条』平成9年9月17日読売新聞朝刊27面新潟2
7. ↑  『2008年3月 Suicaがますます便利になります』（PDF）（プレスリリース）東日本旅客鉄道、2007年12月21日。オリジナルの2016年3月4日時点におけるアーカイブ。2020年5月29日閲覧。
8. 1 2 3 4 5  “JR東日本：駅構内図・バリアフリー情報（北三条駅）”.   東日本旅客鉄道. 2025年4月29日閲覧。
9. ↑  “図書館等複合施設「まちやま」ロゴマークが完成しました!”.   三条市. 2025年4月29日閲覧。
10. ↑  “循環バス「ぐるっとさん」／三条市”.   三条市 (2024年6月27日). 2025年4月29日閲覧。
11. ↑  “三条市デマンド交通／三条市”.   三条市 (2025年4月16日). 2025年4月29日閲覧。

### 利用状況
1. 1 2  “各駅の乗車人員（2023年度）”.   東日本旅客鉄道. 2024年7月21日閲覧。
2. ↑  “各駅の乗車人員（2000年度）”.   東日本旅客鉄道. 2019年4月4日閲覧。
3. ↑  “各駅の乗車人員（2001年度）”.   東日本旅客鉄道. 2019年4月4日閲覧。
4. ↑  “各駅の乗車人員（2002年度）”.   東日本旅客鉄道. 2019年4月4日閲覧。
5. ↑  “各駅の乗車人員（2003年度）”.   東日本旅客鉄道. 2019年4月4日閲覧。
6. ↑  “各駅の乗車人員（2004年度）”.   東日本旅客鉄道. 2019年4月4日閲覧。
7. ↑  “各駅の乗車人員（2005年度）”.   東日本旅客鉄道. 2019年4月4日閲覧。
8. ↑  “各駅の乗車人員（2006年度）”.   東日本旅客鉄道. 2019年4月4日閲覧。
9. ↑  “各駅の乗車人員（2007年度）”.   東日本旅客鉄道. 2019年4月4日閲覧。
10. ↑  “各駅の乗車人員（2008年度）”.   東日本旅客鉄道. 2019年4月4日閲覧。
11. ↑  “各駅の乗車人員（2009年度）”.   東日本旅客鉄道. 2019年4月4日閲覧。
12. ↑  “各駅の乗車人員（2010年度）”.   東日本旅客鉄道. 2019年4月4日閲覧。
13. ↑  “各駅の乗車人員（2011年度）”.   東日本旅客鉄道. 2019年4月4日閲覧。
14. ↑  “各駅の乗車人員（2012年度）”.   東日本旅客鉄道. 2019年4月4日閲覧。
15. ↑  “各駅の乗車人員（2013年度）”.   東日本旅客鉄道. 2019年4月4日閲覧。
16. ↑  “各駅の乗車人員（2014年度）”.   東日本旅客鉄道. 2019年4月4日閲覧。
17. ↑  “各駅の乗車人員（2015年度）”.   東日本旅客鉄道. 2019年4月4日閲覧。
18. ↑  “各駅の乗車人員（2016年度）”.   東日本旅客鉄道. 2019年4月4日閲覧。
19. ↑  “各駅の乗車人員（2017年度）”.   東日本旅客鉄道. 2019年4月4日閲覧。
20. ↑  “各駅の乗車人員（2018年度）”.   東日本旅客鉄道. 2019年7月24日閲覧。
21. ↑  “各駅の乗車人員（2019年度）”.   東日本旅客鉄道. 2020年7月18日閲覧。
22. ↑  “各駅の乗車人員（2020年度）”.   東日本旅客鉄道. 2021年7月29日閲覧。
23. ↑  “各駅の乗車人員（2021年度）”.   東日本旅客鉄道. 2022年8月13日閲覧。
24. ↑  “各駅の乗車人員（2022年度）”.   東日本旅客鉄道. 2023年7月12日閲覧。